# Used People
Used People (bra Romance de Outono) é um filme nipo-norte-americano de 1992, do gênero comédia dramático-romântica, dirigido por Beeban Kidron, com roteiro de Todd Graff baseado em sua peça The Grandma Plays.

## Principais prêmios e indicações
| Prêmio             | Categoria                         | Recipiente            | Resultado |
| ------------------ | --------------------------------- | --------------------- | --------- |
| Globo de Ouro 1993 | Melhor ator - comédia ou musical  | Marcello Mastroianni? | Indicado  |
| Globo de Ouro 1993 | Melhor atriz - comédia ou musical | Shirley MacLaine      | Indicado  |

## Elenco
- Shirley MacLaine .... Pearl Berman
- Marcello Mastroianni .... Joe Meledandri
- Bob Dishy .... Jack
- Kathy Bates .... Bibby Berman
- Jessica Tandy .... Freida
- Marcia Gay Harden .... Norma
- Emma Tanni .... jovem Bibby
- Asia Vieira .... jovem Norma
- Lee Wallace .... tio Harry
- Louis Guss .... tio Normy
- Gil Filar .... Mark
- Maia Filar .... Rhonda
- Sylvia Sidney .... Becky
- Doris Roberts .... tia Lonnie

## Sinopse
Viúva recente, mulher de meia-idade descobre um italiano esperou mais de vinte anos para declarar seu amor.